# RPK-6 Vodopad / RPK-7 Veter
La designación del DoD SS-N-16 y designación OTAN Stallion hace referencia a dos sistemas de misiles antibuque que la Unión Soviética comenzó a desplegar entre 1979 y 1981:
1. RPK-6 Vodopad (ruso : РПК-6 Водопад , "cascada") - diámetro 533 mm.
2. RPK-7 Veter (ruso : РПК-7 Ветер , "viento") -  diámetro 650 mm.

La versión 533 mm lleva el torpedo 82R o la carga de profundidad nuclear 90R. La versión de 650 mm lleva el torpedo 83R o la carga de profundidad nuclear 86R.

## Introducción
Inicialmente el misil estaba destinado a lanzarse desde los tubos lanzatorpedos de los submarinos. Después del disparo, sale del agua y continúa con una trayectoria balística. Cuando llega al objetivo pre-programados, la carga de conmbate se desprende. Si se trata de una cabeza nuclear, explota a una profundidad predeterminada.
El propósito principal de esta arma es atacar a los submarinos enemigos. Sin embargo, en el caso de verisone armado con una ojiva nuclear, se ha previsto para ser utilizado contra objetivos, incluyendo buques de superficie o de objetivos costeros.
El Stallion es un submarino de misiles capaces de ser utilizados tanto por las unidades de superficie y submarina. Debido a su pequeño alcance, entre 50 y 200 km en función de las estimaciones, no se considera un arma estratégica.

## Historia
Doble función de servir, el misil podía ser equipado ya sea con un RU-100 Veter, de 20 kilotones de ojivas nucleares para su uso contra buques de superficie, o, alternativamente, un Vodopad RU-100, de 40 de tipo torpedo para su uso contra submarinos . [ aclaración necesaria ]
Su mayor rango de hasta 120 kilómetros que ofrece un impulso impresionante a su predecesor, el SS-N-15 estrellas de mar , que sólo pueden alcanzar la mitad de la distancia, aunque esto significaba reposición de todos los antiguos tubos de 533 mm torpedo para llevar a este nuevo torpedo 650 mm.
Diseñado por Novator, tiene un sistema de guía inercial y un motor de cohete con combustible sólido .
Desde 1992 , las versiones con cabezas nucleares fueron retirados del servicio.

## Variantes
En general, se construyeron dos variantes principales, que difieren en función del diámetro: Vodopod RPK-6 (nombre código OTAN SS-N-16A ) diámetro 530 mm , y ver RPK-7 (nombre en clave OTAN SS- N-16B ), diámetro 650 mm [1] .

SS-N-16A Stallion, calibre 530 mm Puede ser lanzado por todos los submarinos rusos y soviéticos, tiene una longitud de 8,17 metros .
- RPK-6 Vodopod / 83R con 200 kt nuclear carga de profundidad como una ojiva. Alcanzar los 37 km.
- RPK-6 Vodopod / 83RN un  UMGT-1 (OTAN: Tipo-40) torpedo como una ojiva. Alcanzar los 37 km.
- RPK-6 Vodopod / 84R con una carga de profundidad 200 kt nuclear como una ojiva. Alcance de 50 km.
- RPK-6 Vodopod / 84RN un UMGT-1 como una cabeza de torpedo. Alcance de 50 km.
- RPK-6 Vodopod-NK con un MAR-3M o 1M-MPT , como una cabeza de torpedo. Alcanzar los 75 km.

SS-N-16B Stallion, calibre 650 mm. Por su diámetro, sólo puede ser utilizado por algunas clases (Akula , Sierra , Tifón y Oscar ).
- RPK-7 Veter / 86R con un UMGT-1 como una cabeza de torpedo. Alcanzar los 75 km.
- RPK-7 Veter / 88R con una bomba kT 10-20 ojiva nuclear como el agua. Alcance de 80 km.
- RPK-7 Veter / 100R con abril de 3M como cabeza del torpedo. Llegar a más de 80 km.

## Usuarios
Rusia
- Marina Soviética, Marina Rusa